# Euselasia coccinella
Euselasia coccinella är en fjärilsart som beskrevs av Bates 1868. Euselasia coccinella ingår i släktet Euselasia och familjen Riodinidae. Inga underarter finns listade i Catalogue of Life.